# 年貢
年貢（ねんぐ）は、日本史上の租税の一形態。律令制における田租が、平安時代初期 - 中期に律令制が崩壊・形骸化したことにともなって、年貢へと変質したが、貢租（こうそ）という別称に名残が見られる。その後、中世・近世を通じて、領主が百姓（農民でなく普通の民を指す）を始めとする民衆に課する租税として存続した。主に米で納めるため、その米を年貢米（ねんぐまい）と呼んでいた。

## 歴史

### 7世紀末 - 8世紀初頭
7世紀末 - 8世紀初頭に始まった律令制における租税は、租庸調制と呼ばれ、人民一人ひとりを対象に課税・徴税する性格が強かった。こうした租税制度は、戸籍・計帳の整備や国郡里（郷）制といった緻密なシステムに大きく依存していた。

### 9世紀 - 10世紀
9世紀 - 10世紀頃になると、百姓層の中で田地を開発・集積する富豪層が出現するようになった。こうした富豪層は田堵と呼ばれ、開発・集積した田地の経営（営田）や私出挙の実施などで富を蓄積し、一般の百姓を自らの経営下に組み込んでいった。このような百姓内の階層分離が進んでいく中で、政府による律令制的支配は徐々に弛緩していき、戸籍・計帳の作成や班田などが実施されなくなっていった。
そうなると、人民一人ひとりを収取（課税・徴税）単位としていた人別支配はもはや不可能となり、政府や支配層にとって別の支配体制を構築する必要が生じていた。まず、公田を支配していた国衙が、当時台頭しつつあった田堵と連携して、土地を収取単位とする支配体制を築き始めた。国衙は、国内の公田を名田に再編成し、名田経営を田堵へ請け負わせ始めた。名田経営を請け負った田堵は、従前の田租や調・庸・雑徭・正税出挙に相当する分量を国衙へ納入した。こうした租税請負の形態を負名（ふみょう）という。主として田租や正税出挙に由来するものを官物（かんもつ）といい、主として調・庸・雑徭に由来するものを雑役（ぞうやく）といった。そして、官物にあたるものが年貢となっていくのである。

### 11世紀 - 12世紀
名田を中心とする収取体制は、11世紀 - 12世紀以降、一円化して領域制を高めつつあった荘園にも導入された。荘園内の田地は名田へ再編成され、田堵らが名田経営と領主への貢納を請け負った。領主への貢納のうち、国衙領でいう官物にあたるもの（田地からの収穫米）が年貢と呼ばれるようになった。
こうして成立した年貢は、その後の中世・近世を通じて、支配層の主要な財源として位置づけられ、被支配層にとっては年貢を負担する義務が課され続けたのである。

### 鎌倉時代
鎌倉時代になると、商品経済が発展していき、貨幣流通が増加し、中には銭貨で年貢を納入する代銭納が行われるケースも出てきた。ただし、そうしたケースは非常にまれで、物納された年貢を荘官や地頭が換金することの方が多かった。また、未進が発生すると、荘官や地頭が領主に対して請け負った貢納額を満たすために不足分の補填を行う場合があり、未進者との間に債権債務関係が発生する場合もあった。この時代には公事・地子などの貢納が行われるようになり、これらと区別する意味で本年貢・公方年貢とも呼ばれるようになった。女性や高齢者が免除される制度を悪用し、戸籍に虚偽の記載をした例もある。

### 室町時代
室町時代に入ると、貨幣経済が一層進展し、年貢の銭納・代銭納などの銭貨による年貢納入が畿内を中心に広く普及するようになった。また、荘官や地頭が経費や輸送費の転嫁あるいは自己の得分を増やすために交分や口米などの名目で各種の付加税を徴収した。

### 戦国・安土桃山時代
安土桃山時代に実施された太閤検地により、一つの土地に対する重層的な支配・権利関係がほぼ全て解消された。一つの土地の耕作者がその土地の唯一の権利者となり、土地の生産力は米の見込生産量である石高で計られることとなった。年貢については、石高を村落全体で集計した村高（むらだか）に応じた額が、村の年貢量とされ、年貢納入は村落が一括納入の義務を負う村請（むらうけ）の形態が採用された。

### 江戸時代
江戸時代になっても、太閤検地による村落支配体制は、ほぼそのまま継承され、村請制がとられた。
年貢負担の義務を負うのは、検地帳に登録され、田畑、屋敷を持って自立した経営を行う本百姓であった。
年貢徴収は田を視察してその年の収穫量を見込んで毎年、年貢率を決定する検見法（けみほう）を採用していたが、年によって収入が大きく変動するリスクを負っていたことから、江戸時代中期頃になると、豊作・不作に関わらず一定の年貢率による定免法（じょうめんほう）が採られるようになった。
だが、米が取れない地域の一部では、畑地に対する特殊な年貢賦課方法である畑方免の採用や商品作物等の売却代金を以って他所から米を購入して納税用の年貢に充てるという買納制が例外的に認められていた。
江戸時代中期以降、商品作物の生産が広まってくると、都市周辺部の農村など、本来は米の生産が可能な地域においてもうやむやのうちに買納制が行われていき、江戸幕府さえもが事実上の黙認政策を採らざるを得なくなった。

### 近代から現代
大政奉還後、明治に入ると、1873年（明治6年）の地租改正により、地価に課税する地租制が導入された。これに伴い、農業収入に課税する年貢制ならびに年貢の名称は廃止されることとなる。しかし、その後も小作料を年貢と呼ぶ慣習が残された。
そして現代でも、事実上年貢に該当する税は存在する。戦後に地租の流れを汲んで導入された固定資産税がそれである。

## ことわざ
日本語では、悪事を重ねた者が捕らえられて罪に服すべき時のことを「年貢の納め時」という。確認されている初出は、小栗風葉の『恋慕ながし』（1898年（明治31年））である。

## 備考
ヨーロッパの中世と比較した場合、ヨーロッパの封建諸侯は所領から収入を確保するためには、原則として、その地にあり、散在する所領をめぐって、所領確保・耕作者確保を行い、経営を管理すべく、多大な努力を傾注しなければならなかったが、それに対し、日本の中世における荘園領主たちは、所領の経営を現地勢力にゆだね、現地に赴くことはほとんどなかった。それにもかかわらず、耕作者達は収穫の中から年貢、その他の貢納物を納め、現地管理者たちはそれを京へ送り、それぞれの立場から荘園というシステムを機能させていた。